# Medinilla formosana
Medinilla formosana är en tvåhjärtbladig växtart som beskrevs av Bunzo Hayata. Medinilla formosana ingår i släktet Medinilla och familjen Melastomataceae. Inga underarter finns listade i Catalogue of Life.